# フォーリング・ダウン (オアシスの曲)
「フォーリング・ダウン」（Falling Down）は、イギリスのロックバンド・オアシスの楽曲。2008年リリースのアルバム『ディグ・アウト・ユア・ソウル』に収録され、後の翌年3月9日にシングル・カットされた。作詞・作曲・ボーカルは、ノエル・ギャラガー。

## 解説
2005年リリースの「インポータンス・オブ・ビーイング・アイドル (The Importance of Being Idle)」以来5作目となるノエルがボーカルを取るシングル曲。アルバムバージョンよりイントロが若干長くなっており、厳密にはシングルバージョンである。
カップリング曲もノエルがボーカルをとっているため、このシングルにはリアムのボーカル曲がない。
イギリスでの週間シングルチャートでは、初登場10位を記録。
2009年8月にノエルが脱退宣言を行いオアシスは活動停止となったため、2020年に「ドント・ストップ...」がリリースされるまでは最後のシングルであった。ただし、解散前としては事実上のラスト・シングルである。

## 別バージョン
この曲には、多数の別バージョンが制作されている。マリリン・マンソンのベーシストであるトゥイーギ・ラミレズとプロデューサーのデイヴ・サーディによる「It's the Gibb」リミックス、およびテクノバンドザ・プロディジーによるバージョンは、CDシングルに一緒に収録されている。また、アモルファス・アンドロジーナス（フューチャー・サウンド・オブ・ロンドンの別名義）による「ア・モンストラウス・サイケデリック・バブル」ミックスは12インチシングルおよびデジタル・ダウンロードシングルに収録されており（日本ではCDシングルにも収録）、ケミカル・ブラザーズによるバージョンは、シングル「ショック・オブ・ザ・ライトニング」のB面曲として本作のシングルカット以前にリリースされていた。

## 日本での扱い
日本においては、フジテレビ『ノイタミナ』枠で放送されるProduction I.G制作のテレビアニメ『東のエデン』の主題歌として本曲が起用され、2009年5月27日に日本でもシングルリリースされた。日本での初回生産盤には、『東のエデン』スタッフによって制作されたオリジナルPVが収録されたDVDが付属している。また、2024年現在で唯一のアニメソングともなった。

また、ツアー来日の際に出演した「ミュージックステーション」でも演奏している（「ザ・ショック・オブ・ザ・ライトニング」も演奏。アンコールでは「ホワットエヴァー」を演奏し、後に総集編で改めて放送）。

## 収録曲
全曲：作詞/作曲 ノエル・ギャラガー
CDシングル（イギリス盤）
1. フォーリング・ダウン（アルバム・バージョン） Falling Down (album version) (4:20)
2. ゾーズ・スウォールン・ハンド・ブルース Those Swollen Hand Blues (3:19)
3. フォーリング・ダウン（ザ・ギブ・ミックス） Falling Down (The Gibb Mix)  (5:12)
4. フォーリング・ダウン（ザ・プロディジー・バージョン） Falling Down (The Prodigy version)  (4:27)

7インチシングル
1. フォーリング・ダウン（アルバム・バージョン）
2. ゾーズ・スウォールン・ハンド・ブルース

12インチシングル
1. フォーリング・ダウン（ア・モンストラウス・サイケデリック・バブル・ミックス） Falling Down (Amorphous Androgynous A Monstrous Psychedelic Bubble remix)  (22:27)

デジタル・ダウンロードシングル1
1. フォーリング・ダウン（アルバム・バージョン）
2. ゾーズ・スウォールン・ハンド・ブルース
3. フォーリング・ダウン（デモ）

デジタル・ダウンロードシングル2
1. フォーリング・ダウン（ザ・ギブ・ミックス）
2. フォーリング・ダウン（ザ・プロディジー・バージョン）
3. フォーリング・ダウン（ア・モンストラウス・サイケデリック・バブル・ミックス）

CDシングル（日本盤）
1. フォーリング・ダウン（アルバム・バージョン）
2. ゾーズ・スウォールン・ハンド・ブルース
3. フォーリング・ダウン（ア・モンストラウス・サイケデリック・バブル・ミックス）
4. フォーリング・ダウン（ザ・ギブ・ミックス）
5. フォーリング・ダウン（ザ・プロディジー・バージョン）

日本版初回生産盤付属DVD
1. フォーリング・ダウン（オリジナル・バージョン）
2. フォーリング・ダウン（『東のエデン』バージョン）